# Élections législatives de 1958 dans l'Aude
Les élections législatives françaises de 1958 se déroulent les 23 et 30 novembre 1958. Dans le département de l'Aude, trois députés sont à élire dans le cadre de trois circonscriptions.

## Élus
| Circonscription | Député élu            | Parti | Parti |
| --------------- | --------------------- | ----- | ----- |
| 1re             | Louis Raymond-Clergue |       | MRP   |
| 2e              | Francis Vals          |       | SFIO  |
| 3e              | François Clamens      |       | Rad   |

## Système électoral
Pour la première fois depuis les législatives de 1936, les élections ont lieu non pas à la proportionnelle mais au scrutin uninominal majoritaire à deux tours, dans le cadre de 475 nouvelles circonscriptions créées en Métropole et dans les départements d'outre-mer..
Autre nouveauté, chaque candidat se présente désormais accompagné d'un suppléant, amené à le remplacer dans son mandat de député en cas de décès ou d'entrée au gouvernement.
Est élu à l'issue du scrutin le candidat qui réunit la majorité absolue des suffrages exprimés et un nombre de voix au moins égal au quart (25 %) des électeurs inscrits dans la circonscription. Si aucun des candidats ne satisfait ces conditions, un second tour est organisé entre ceux d'entre eux ayant réuni un nombre de voix au moins égal à 5 % des suffrages exprimés. Au second tour, le candidat arrivé en tête est déclaré élu, qu'il réunisse sur son nom la majorité absolue des voix ou simplement une majorité relative.
Le seuil de qualification, basé sur un pourcentage relativement faible des suffrages exprimés, tend à faciliter l'accès au second tour de plus de deux candidats. Les candidats en lice au second tour sont ainsi généralement trois (on parle de « triangulaire »), voire quatre (« quadrangulaire »).

## Campagne
L'Aude est l'un des neuf départements métropolitains où le pourcentage des non au référendum constitutionnel de septembre 1958 (26,25 % des suffrages exprimés et 20,71 % des inscrits) dépasse le total des voix obtenues par le PCF en 1956. Assez nettement supérieur à sa moyenne nationale (20,74 %), le non dans l'Aude a vraisemblablement attiré, en plus d'électeurs communistes ou de quelques poujadistes, plusieurs milliers de sympathisants socialistes et radicaux, hostiles à la Ve République malgré la position officielle de leurs partis.
Dans ce territoire traditionnellement favorable à la gauche les perspectives de l'UNR, du MRP et du CNIP apparaissent comme limitées, incitant ces trois formations – associées à la Démocratie chrétienne de Georges Bidault – à former une entente locale dite d'« Union nationale ». Ce rassemblement du centre et de la droite présente un candidat commun dans l'ensemble des circonscriptions du département.
Le Parti socialiste SFIO, qui compte deux députés sortants et a recueilli 31,47 % des suffrages exprimés en 1956, peut espérer emporter la totalité des sièges à pourvoir. Face à lui, le Parti radical investit des candidats dans tout le département, concentrant tous ses efforts sur la troisième circonscription (Limoux), où François Clamens est bien implanté. Le Parti communiste aligne trois candidats dont le sortant Félix Roquefort, mais son isolement perpétuel et le nouveau mode de scrutin majoritaire rendent quasi impossible l'élection de l'un d'eux.
Les poujadistes, qui présentent partout des candidats sous l'étiquette « Défense des libertés », et l'UFD, qui investit un UDSR dans la première circonscription et un socialiste autonome dans la seconde, n'ont quant à eux aucune perspective de victoire.

## Résultats

### Résultats à l'échelle du département
| Parti          | Parti                                            | Premier tour | Premier tour | Second tour | Second tour | Sièges |
| Parti          | Parti                                            | Voix         | %            | Voix        | %           | Sièges |
| -------------- | ------------------------------------------------ | ------------ | ------------ | ----------- | ----------- | ------ |
|                | Centre national des indépendants et paysans      | 7 461        | 6,11         | Retrait     | Retrait     | 0      |
|                | Union pour la nouvelle République                | 6 400        | 5,24         | 4 947       | 3,84        | 0      |
|                | Droite parlementaire                             | 13 861       | 11,34        | 4 947       | 3,84        | 0      |
|                |                                                  |              |              |             |             |        |
|                | Section française de l'Internationale ouvrière   | 40 453       | 33,10        | 53 361      | 41,46       | 1      |
|                | Parti républicain, radical et radical-socialiste | 24 546       | 20,09        | 27 994      | 21,75       | 1      |
|                | Parti communiste français                        | 22 633       | 18,52        | 24 108      | 18,73       | 0      |
|                | Mouvement républicain populaire                  | 9 832        | 8,05         | 18 300      | 14,22       | 1      |
|                | Union des forces démocratiques                   | 6 168        | 5,05         | Retrait     | Retrait     | 0      |
|                | Union et fraternité française                    | 4 708        | 3,85         |             |             | 0      |
|                |                                                  |              |              |             |             |        |
| Inscrits       | Inscrits                                         | 171 565      | 100,00       | 171 552     | 100,00      | 3      |
| Abstentions    | Abstentions                                      | 44 991       | 26,22        | 39 459      | 23          |        |
| Votants        | Votants                                          | 126 574      | 73,78        | 132 093     | 77          |        |
| Blancs et nuls | Blancs et nuls                                   | 4 373        | 3,45         | 3 383       | 2,56        |        |
| Exprimés       | Exprimés                                         | 122 201      | 96,55        | 128 710     | 97,44       |        |

### Cartes

Parti en tête par canton (1er tour).
Parti en tête par circonscription (1er tour).
Député élu par circonscription (2e tour).

### Résultats par circonscription

#### Première circonscription (Carcassonne)
| Candidat       | Candidat                  | Parti          | Premier tour | Premier tour | Second tour | Second tour |  |
| Candidat       | Candidat                  | Parti          | Voix         | %            | Voix        | %           |  |
| -------------- | ------------------------- | -------------- | ------------ | ------------ | ----------- | ----------- |  |
|                | Georges Guille            | SFIO           | 13 191       | 32,58        | 16 729      | 38,61       |  |
|                | Louis Raymond-Clergue élu | MRP            | 9 832        | 24,29        | 18 300      | 42,23       |  |
|                | Félix Roquefort           | PCF            | 8 421        | 20,8         | 8 300       | 19,16       |  |
|                | Alexis Fabre              | Radsoc         | 6 386        | 15,77        | Retrait     | Retrait     |  |
|                | E. Gérard                 | UFF            | 1 783        | 4,4          |             |             |  |
|                | Henri Cros                | UFD            | 871          | 2,15         |             |             |  |
|                |                           |                |              |              |             |             |  |
| Inscrits       | Inscrits                  | Inscrits       | 56 116       | 100,00       | 56 095      | 100,00      |  |
| Abstentions    | Abstentions               | Abstentions    | 13 908       | 24,78        | 11 704      | 20,86       |  |
| Votants        | Votants                   | Votants        | 42 208       | 75,22        | 44 391      | 79,14       |  |
| Blancs et nuls | Blancs et nuls            | Blancs et nuls | 1 724        | 4,08         | 1 062       | 2,39        |  |
| Exprimés       | Exprimés                  | Exprimés       | 40 484       | 95,92        | 43 329      | 97,61       |  |

#### Deuxième circonscription (Narbonne)
| Candidat       | Candidat         | Parti          | Premier tour | Premier tour | Second tour | Second tour |  |
| Candidat       | Candidat         | Parti          | Voix         | %            | Voix        | %           |  |
| -------------- | ---------------- | -------------- | ------------ | ------------ | ----------- | ----------- |  |
|                | Francis Vals élu | SFIO           | 14 147       | 33,13        | 19 361      | 43,66       |  |
|                | Yvonne Cerny     | PCF            | 8 646        | 20,25        | 10 861      | 24,49       |  |
|                | Francis Bourdin  | Radsoc         | 6 924        | 16,21        | 9 173       | 20,69       |  |
|                | Pierre Granger   | UNR            | 6 400        | 14,99        | 4 947       | 11,16       |  |
|                | Aimé Huc         | PSA            | 5 297        | 12,4         | Retrait     | Retrait     |  |
|                | François Roig    | UFF            | 1 291        | 3,02         |             |             |  |
|                |                  |                |              |              |             |             |  |
| Inscrits       | Inscrits         | Inscrits       | 61 261       | 100,00       | 61 273      | 100,00      |  |
| Abstentions    | Abstentions      | Abstentions    | 17 377       | 28,37        | 15 804      | 25,79       |  |
| Votants        | Votants          | Votants        | 43 884       | 71,63        | 45 469      | 74,21       |  |
| Blancs et nuls | Blancs et nuls   | Blancs et nuls | 1 179        | 2,69         | 1 127       | 2,48        |  |
| Exprimés       | Exprimés         | Exprimés       | 42 705       | 97,31        | 44 342      | 97,52       |  |

#### Troisième circonscription (Castelnaudary - Limoux)
| Candidat       | Candidat                      | Parti          | Premier tour | Premier tour | Second tour | Second tour |  |
| Candidat       | Candidat                      | Parti          | Voix         | %            | Voix        | %           |  |
| -------------- | ----------------------------- | -------------- | ------------ | ------------ | ----------- | ----------- |  |
|                | Lucien Milhau                 | SFIO           | 13 115       | 33,62        | 17 271      | 42,08       |  |
|                | François Clamens élu          | Radsoc         | 11 236       | 28,8         | 18 821      | 45,86       |  |
|                | Jacques Le Franc de Pompignan | CNIP           | 7 461        | 19,12        | Retrait     | Retrait     |  |
|                | Lubin Ressier                 | PCF            | 5 566        | 14,27        | 4 947       | 12,05       |  |
|                | Martin Jordana                | UFF            | 1 634        | 4,19         |             |             |  |
|                |                               |                |              |              |             |             |  |
| Inscrits       | Inscrits                      | Inscrits       | 54 188       | 100,00       | 54 184      | 100,00      |  |
| Abstentions    | Abstentions                   | Abstentions    | 13 706       | 25,29        | 11 951      | 22,06       |  |
| Votants        | Votants                       | Votants        | 40 482       | 74,71        | 42 233      | 77,94       |  |
| Blancs et nuls | Blancs et nuls                | Blancs et nuls | 1 470        | 3,63         | 1 194       | 2,83        |  |
| Exprimés       | Exprimés                      | Exprimés       | 39 012       | 96,37        | 41 039      | 97,17       |  |

## Analyse
La SFIO, en position de force au premier tour, n'obtient finalement qu'un seul siège à l'issue du second tour. Le maintien des candidats communistes et radicaux empêche en effet les socialistes de faire le plein de voix à gauche au scrutin de ballotage, permettant l'élection du MRP Louis Raymond-Clergue dans la première circonscription et celle du radical François Clamens dans la troisième, qui profite du retrait du candidat CNIP et du report des voix de la droite. Seul Francis Vals est ainsi réélu dans la deuxième circonscription.
L'Aude, département clé pour la SFIO – un temps annoncée comme favorite des élections législatives – constitue un bon exemple de l'échec relatif d'un parti qui, malgré la bonne tenue de ses voix au premier tour, s'avère finalement incapable de conquérir des sièges en nombre au second tour et enregistre de nombreuses pertes, souvent évitables.
C'est encore plus vrai pour le PCF dont les candidats stagnent autour de 15 à 20 % des voix au deux tours du scrutin, et dont le maintien a pour conséquence de faire battre deux socialistes en faisant élire un républicain populaire et un radical implicitement soutenu par la droite.
Le Parti radical est lui aussi pénalisé par le nouveau mode de scrutin puisqu'en dépit de l'augmentation notable de ses voix il n'obtient un élu que d'extrême justesse dans la troisième circonscription, là où la proportionnelle lui aurait garantie un siège et un apparentement socialiste-radical aurait emporté l'ensemble des sièges à pourvoir.
À l'inverse, l'unité de candidature des partis de l'« Union nationale » et la discipline de leurs électeurs permettent au centre et à la droite de profiter pleinement du nouveau système en faisant élire un des leurs dans un département où la gauche est de longue date majoritaire, mais où elle se présente cette fois plus divisée que jamais.

### Sitographie
- Archives électorales du CEVIPOF Sciences Po.